# Länsväg Z 560
Länsväg 560 eller egentligen Länsväg Z 560 är en övrig länsväg i Östersunds kommun i Jämtlands län som går mellan småorten Loke och Lockne kyrka (E45). Vägen är 8 kilometer lång och passerar bland annat byarna Ångsta och Tramsta. Från Loke fram till strax innan Ångsta är vägen belagd med grus, därefter asfalterad.
Vägen ansluter till:
- Länsväg Z 559 (vid Loke)
- Länsväg Z 612 (vid Ångsta)
- Länsväg Z 571 (vid Ångsta)
- Europaväg 45 (vid Lockne kyrka)